# Katsuyamasaurus
"Katsuyamasaurus" (“lagarto de Katsuyama”) es el nombre informal dado a un género de dinosaurio terópodo que vivió a principios del período Cretácico, hace 130 millones de años en el Barremiense de Japón. Fue nombrado por Lambert in 1990, y solo se conocen una ulna y una vértebra caudal. Después de la publicación de Fukuiraptor, George Olshevsky propone que "Katsuyamasaurus" puede ser sinónimo de este, pero la presentación formal no ha ocurrido.